# جسر قلعة حاتم
جسر قلعة حاتم (بالفارسية: پل قلعه حاتم) هو جسر تاريخي يعود إلى عصر القاجاريون، ويقع في قلعة حاتم.